# Бенгальская бандикота
Бенга́льская бандико́та , или малая бандикота (лат. Bandicota bengalensis) — грызун из рода бандикот подсемейства мышиных. Широко распространён в Южной и частично Юго-Восточной Азии. Практически во всех частях ареала — обычный синантропный зверь, хотя обитает и в дикой природе. Местами встречается в огромном количестве, нанося серьёзный вред сельскому хозяйству.

## Внешний вид
Бенгальская бандикота внешне схожа с другими бандикотами. Её общий облик вообще характерен для мышиных, но морда довольно широкая и сильно закруглённая, уши также закруглённые. Окраска тёмная, серо-коричневая, низ тела значительно светлее. На передних лапах длинные крепкие когти. Резцы окрашены в жёлтый или оранжевый цвет. Шерсть длинная, хотя довольно редкая.
Хотя бенгальская бандикота сильно уступает по размерам другим бандикотам, особенно индийской (лат. Bandicota indica), она всё равно является крупным представителем мышиных. Длина её тела — 15—23 см, хвоста 13—18 см. По весу она также сильно уступает другим бандикотам — у особей, обитающих в Калькутте, средний вес составил около 200 г.
Бенгальская бандикота отличается от других более агрессивным и активным поведением; в возбуждённом состоянии она поднимает дыбом длинную шерсть на спине и издаёт своеобразное глухое рычание.

## Ареал и места обитания
Бенгальская бандикота — один из широко распространённых грызунов Южной Азии. Её ареал охватывает всю Индию, север и юго-восток Пакистана, Бангладеш, Цейлон, значительную часть Мьянмы и Таиланда (популяция бенгальской бандикоты имеется, помимо материковой части страны, на острове Пхукет). Бенгальская бандикота завезена на острова Ява и Суматра. Эта бандикота попала также в Саудовскую Аравию в район Джидды, кроме того, есть информация о её обнаружении в Кении. В местах своего обитания бенгальская бандикота обычно пересекается с двумя другими представителями род бандикот — индийской и бирманской (лат. Bandicota savilei).
В настоящее время бенгальская бандикота, как и другие бандикоты, стала преимущественно синантропным животным. Этого грызуна можно встретить даже в центре крупных городов, таких как Дели или Калькутта. Численность её местами огромна, так, в районе Калькутты в 1960-е годы на бенгальскую бандикоту приходилось 98 % от общего поголовья грызунов. Однако бенгальская бандикота встречается и в своём естественном биотопе — влажных аллювиальных равнинах, как открытых, так и покрытых лесом. Она поднимается довольно высоко в горы — до 3500 м над уровнем моря.
На всём протяжении ареала бенгальская бандикота многочисленна и находится совершенно вне опасности. Согласно Международной Красной книге, охранный статус её популяции — вызывающий наименьшие опасения (англ. LC, Least Concern); это самая низкая категория из возможных.
Бенгальская бандикота морфологически настолько отлична от других бандикот, что ранее выделялась в отдельный род Gynomys. В настоящее время она всеми учёными относится к роду бандикот. Описаны до 5 подвидов этой бандикоты:
- B. bengalensis bengalensis
- B. bengalensis gracilis
- B. bengalensis kok
- B. bengalensis varius
- B. bengalensis wardi

## Образ жизни
Бандикота сооружает глубокие и обширные норы с отдельными камерами для жилья и запасов — в одном случае общая площадь пола камер составила 1,34, в другом — 1,8 м². В одном из районов Пакистанского Пенджаба с развитым земледелием на полях с пшеницей, рисом и сахарным тростником плотность нор бенгальской бандикоты составила соответственно 2,7, 1,6 и 4,7 на один акр (4047 м²) — это даёт, при пересчёте в десятичные меры, примерно 667, 395 и 1067 нор на квадратный километр.
В дикой природе и вообще там, где есть участки голой земли, присутствие бенгальских бандикот легко обнаруживается по холмикам поднятой почвы, похожих на кротовины, над норами этого грызуна; отсюда одно из англоязычных названий бенгальской бандикоты — «кротовая крыса» (англ. mole-rat). Нора бенгальской бандикоты уходит вертикально вниз, на глубине около 60 см расширяясь в круглую камеру. Из камеры идёт галерея до 18 м длиной, но обычно короче — это зависит от места, где вырыта нора. Самые длинные бывают на больших открытых пространствах, короткие — на насыпях, разделяющих участки полей и т. п.. От главной галереи отходят небольшие круглые камеры, используемые бандикотой для запасов корма. Спальная камера имеет обычно несколько запасных выходов, сверху прикрытых тонким слоем земли, который зверёк в случае бегства пробивает головой.
Бенгальским бандикотам для нормального жизнеобеспечения необходима вода и значительная влажность. В тех частях ареала, где выражен сухой и жаркий сезон (север Индии, Пакистан), бенгальские бандикоты в засуху гибнут в массовом количестве даже в местах с хорошей кормовой базой, из-за чего их численность падает в несколько раз, но быстро восстанавливается во влажный сезон благодаря высокой плодовитости.

### Питание
Бенгальская бандикота, как и большинство крыс, в целом всеядна, но, видимо, в большей степени, в сравнении с другими бандикотами, склонна питаться зерном. Бенгальская бандикота не является строго ночным животным, она активна практически в любое время суток, ночью в основном делая запасы в норе. В одной из нор учёные обнаружили 7,1 кг колосков пшеницы.
У бенгальской бандикоты выявилась значительная разборчивость в поедаемом корме. Среди зерновых и злаковых грызун отдаёт предпочтение растениям с более мягкими и маленькими зёрнами. Индийские исследователи, изучив запасы в норах, выяснили, что среди 8 поедавшихся бандикотой видов зерна выстроилась своего рода иерархия — в порядке значимости на первом месте были два вида проса, далее следовали сорго, пшеница, рис сорта пармаль, рис сорта басмати; на последнем месте оказалась кукуруза. Было также установлено предпочтение тому или иному виду корма в зависимости от времени суток.
Сезонные предпочтения кормов выявились, например, благодаря исследованиям пакистанских ученых в районе Фейсалабада. В районе, где выращивались сахарный тростник и пшеница, бандикоты чаще бывали обнаружены у пшеницы в феврале-апреле, в остальное время — у сахарного тростника. В сентябре-ноябре бандикоты переходили полностью на тростник.

### Размножение
Бенгальская бандикота чрезвычайно плодовита. На большей части ареала она может приносить потомство круглый год без чёткой привязки к определённому сезону. Весной, однако, в северных частях ареала наблюдается пик размножения. Половозрелость наступает у бенгальских бандикот в возрасте примерно 58 дней у самцов и 90-100 дней у самок. Индийские учёные из Пенджабского сельскохозяйственного университета подробно изучили размножение бенгальских бандикот в неволе, хотя им так ни разу и не удалось наблюдать процесс спаривания. Продолжительность беременности не была установлена, хотя предполагается, что она составляет около 21 дня; одна из исследованных самок в течение 9 месяцев (август—апрель) принесла 7 помётов, в которых в общей сложности было 43 детёныша (их число варьировалось от 1 до 10).
Детёныши рождаются как у всех грызунов, слепыми, голыми и совершенно беспомощными, но быстро растут, начиная ходить в возрасте около 14 дней. Видеть они начинают на 13—16-й день.

## Бенгальская бандикота и человек
Бенгальская бандикота — один из наиболее известных населению Южной Азии грызунов, часто попадающийся на глаза людям. Она считается опасным вредителем сельского хозяйства. Вред, наносимый бенгальской бандикотой урожаю важнейших культур, бывает огромен. По подсчетам 1970-1980-х годов, в Пакистанском Пенджабе бенгальские бандикоты находились на первом месте среди всех грызунов по степени причиняемого ими ущерба урожаю пшеницы, риса и сахарного тростника. Этот грызун вредит также и тем, что при постройке нор часто раскапывает железнодорожные насыпи, вызывая искривление рельсов, или разрушает земляные дамбы. Способы борьбы с бенгальскими бандикотами уже несколько десятилетий исследуются учёными из стран Южной Азии. Индийскими специалистами было установлено, что разрушение нор бандикоты, в том числе уже покинутых, может предотвратить повторное заселение местности бандикотами, которые любят вселяться в уже готовые норы.
В случае нужды местное население может раскапывать норы бенгальской бандикоты, чтобы воспользоваться накопленными там запасами зерна.
По имеющимся наблюдениям, в неволе бенгальские бандикоты отличаются злобным и неуживчивым поведением, часто дерутся. При этом среди исследованных бандикот была выявлена строгая иерархия, место в которой определялось результатом драки.